# Сарнавський Ігор Григорович
Ігор Григорович Сарнавський (нар. 1 лютого 1968, Думинське Овруцького району Житомирської області) — радянський та український футболіст, що грав на позиції захисника. Відомий за виступами у низці клубів вищого дивізіону України, а також за виступами за рівненський «Верес», у складі якого зіграв понад 200 матчів у чемпіонаті СРСР серед команд другої ліги.

## Клубна кар'єра
Ігор Сарнавський народився в Житомирській області, а розпочав свою футбольну кар'єру в команді майстрів «Авангард» із Рівного, який виступав у другій союзній лізі, у 1985 році. Молодий футболіст відразу зумів пробитися до основного складу команди, за яку грав аж до розпаду СРСР у 1991 році, та зіграв за клуб 227 матчів чемпіонату СРСР. Із початком розіграшу чемпіонату незалежної України Ігор Сарнавський стає гравцем команди вищої ліги «Нива» з Вінниці. У першому чемпіонаті України футболіст зіграв 5 матчів, а з другого чемпіонату стає гравцем іншої вищолігової команди — «Волині» із Луцька. У першому сезоні за «Волинь» Сарнавський зіграв 18 матчів, та був переважно гравцем стартового складу. Наступного сезону футболіст і надалі був гравцем стартового складу, та зіграв у чемпіонаті України 30 матчів, проте надалі фінансовий стан команди погіршився, і Сарнавський, зігравши ще 14 матчів у чемпіонаті в сезоні 1994—1995 років, стає гравцем чернівецької «Буковини», яка на той час вже вибула до першої ліги. Наступного сезону чернівецька команда здобула срібні медалі серед команд першої ліги, проте саме у цьому чемпіонаті підвищувалась у класі лише одна команда першої ліги. Сарнавський грав за «Буковину» ще один сезон, у якому команда вже боролась за виживання у першій лізі, та навіть вимушена була грати перехідний турнір за право залишитись у лізі, та став гравцем іншої першолігової команди — житомирського «Полісся». У цій команді футболіст грав протягом двох сезонів, один матч також зіграв за тодішній фарм-клуб житомирян — «Папірник», та закінчив виступи у професійному футболі. Пізніше футболіст виступав у чемпіонаті області та аматорському чемпіонаті України за здолбунівський «Волинь-Цемент», після чого закінчив виступи на футбольних полях.

## Після завершення футбольної кар'єри
Після завершення виступів на футбольних полях Ігор Сарнавський проживає у Луцьку, та є одним із спостерігачів арбітражу чемпіонату Волинської області з футболу.

## Досягнення
- Срібний призер чемпіонату України з футболу 1995—1996 в першій лізі.